# Carlos Ardila Lülle
Carlos Arturo Ardila Lülle (Bucaramanga, 4 de julio de 1930-Cali, 13 de agosto de 2021) fue un empresario e industrial colombiano. Fue el fundador y el dueño de la Organización Ardila Lülle, un grupo empresarial que incluye a RCN Televisión, RCN Radio, Postobón, Nutrium, los ingenios Incauca, Providencia, Risaralda y el equipo Atlético Nacional. Su patrimonio en 2020 era de 1500 millones de dólares y en 2021 era la sexta persona más rica de Colombia.

## Biografía
Carlos Ardila Lülle era hijo de Carlos Julio Ardila Durán, originario de El Socorro, y de Emma Isabel Lülle Llach, originaria de Bucaramanga. Estudió ingeniería civil en la Universidad Nacional de Colombia, sede Medellín. A los 23 años se casó con Beatriz Gaviria, la hija de Antonio José Gaviria, uno de los fundadores de Gaseosas Lux. Carlos Ardila Lülle se vinculó a esa empresa y ocupó el cargo de gerente de planta, quien se encargó de su expansión en Cali y trabajó en el área de desarrollo y promoción comercial de nuevas bebidas gaseosas. En 1954, en particular, dirigió y acompañó el desarrollo de la gaseosa Manzana Lux.
Se propuso expandir el mercado junto con el ingeniero Fabio Aguirre Aristizábal e incursionó abriendo la zona de bebidas en los Llanos Orientales y consolidando a través del tiempo ese mercado en un medio país. Gracias al éxito comercial de Manzana Lux y de la empresa en general comienza a adquirir acciones de esa compañía para acto seguido quedarse con Postobón —unificando ambas empresas— de la que sería nombrado presidente en 1968. Desde esa posición se convierte en uno de los grandes protagonistas del sector y compra otras varias empresas para controlar la cadena de producción de la bebida.
Posterior a su dominio con las empresas de bebidas no alcohólicas, invierte en compañías que tienen directa relación con las materias primas de las gaseosas como lo son los ingenios azucareros como Incauca, el ingenio más importante del Valle del Cauca y de Colombia. Con este notable fortalecimiento y control corporativo, Carlos Ardila Lülle configura la formación de un grupo empresarial en el que, posteriormente, sus inversiones se concentrarían en el área de los textiles y de los medios de comunicación —radio, televisión, discos—, inicialmente adquiriendo la empresa radial de cobertura nacional RCN Radio en 1972, a la que luego adquiriría en 1978 a RCN Televisión. 
Carlos Ardila Lülle adquirió Coltejer en 1978, empresa que se mantuvo como líder del sector textil principalmente en Antioquia y en Colombia, y a la que salvó de una inminente liquidación para después venderla. Para evitar que continuara adquiriendo las empresas antioqueñas se creó el Grupo Empresarial Antioqueño, llamado el Sindicato Antioqueño.
Carlos Ardila Lülle adquirió Colombit en 1984, empresa que se mantuvo como líder del sector de tanques de agua y tejas para construcción principalmente en Caldas y en Colombia, y a la que le evitó una inminente liquidación.
En febrero de 1988, sufrió un accidente doméstico en su residencia de Medellín, donde resbaló en las escaleras que conducen a la piscina para su práctica diaria de natación, quedando con varias contusiones, costillas fracturadas y una lesión en una de las vértebras cervicales. Inicialmente fue llevado a la Clínica Soma de Medellín, para luego ser trasladado al Cedar Hospital de Miami, lugar donde se le realizó una operación que duró siete horas. La limitación física producto de ese accidente le obligó con los años a recurrir a una silla de ruedas para desplazarse.

### Años 1990
En los años 1980 su fortuna y su influencia se consolidaron, en los años 1990 las inversiones de Carlos Ardila Lülle sufrieron algunos reveses empresariales. A principios de la década, los cambios en la economía mundial afectaron severamente a la línea de negocio de Coltejer, y la decadencia de esta empresa afectó a su vez la fortuna personal de Carlos Ardila Lülle. En ese mismo año fundó Cervecería Leona, con el objetivo de competir en el mercado de las cervezas y maltas con Bavaria pero, debido a las deudas adquiridas producto de la recesión económica que sufrió el país en 1999, además de la poca aceptación que tuvieron los productos de Cervecería Leona en el público, se vio en la necesidad de venderla a su rival en 2000.
En 1996, su Organización Ardila Lulle adquirió el Atlético Nacional de Medellín, que se convirtió en el primer equipo de fútbol en Colombia adquirido en su totalidad por el sector privado —anteriormente los equipos de fútbol eran clubes deportivos con varios accionistas o socios—. Dos años más tarde, en 1998, RCN Televisión se convirtió en un canal luego de que el gobierno licitó a los dos canales privados de televisión.

### Años 2000
En las elecciones presidenciales de 2002 empresas de su grupo aportaron 500 millones de pesos a la campaña del candidato que resultó ganador, Álvaro Uribe Vélez. En las elecciones presidenciales de 2006 aportó a nombre propio 50 millones de pesos a la campaña reeleccionista del presidente-candidato.
En 2008 adquirió al grupo empresarial mexicano Kaltex Sudamérica, dándole de esta forma una continuidad a la ya representativa marca de esa empresa, emblema del sector textil y, de igual forma, logrando conservar la estabilidad de los empleados de esa compañía. Con toda esta diversificación correlacionada en inversiones, Ardila continúa actuando decididamente con grandes inversiones y especiales desarrollos industriales —como por ejemplo la generación de biodiésel y la producción de alcohol carburante— y así mismo ha logrado colocar a su grupo empresarial, conocido como Organización Ardila Lülle, en una posición privilegiada financiera e industrialmente como uno de los cuatro más importantes en Colombia de la época junto al Grupo Empresarial Bavaria, en cabeza de Julio Mario Santo Domingo, el grupo financiero y de construcción Grupo Aval, de Luis Carlos Sarmiento Angulo, y el Grupo Empresarial Antioqueño (GEA), conocido en Colombia como el Sindicato Antioqueño.
Pese al fracaso que tuvo en los años 1990 con Cervecería Leona, en 2019 incursiona nuevamente en el mercado de las bebidas alcohólicas y maltas poniendo en funcionamiento la Central Cervecera de Colombia (CCC), planta cervecera ubicada en el municipio de Sesquilé (Cundinamarca), produciendo Cerveza Andina y Natu Malta para buscar competir con Bavaria en el mercado local. La CCC, en asocio con empresarios chilenos y holandeses, tiene también los derechos de importar y distribuir en Colombia las marcas Heineken, Coors Light, Tecate, Sol, Miller y Amstel, entre otras.
Murió el 13 de agosto de 2021 de causas naturales en Cali a los 91 años.

## Reconocimientos
Ardila recibió la Orden de la Gran Cruz de Boyacá y fue elegido «el empresario del siglo xx en Colombia» por los principales decanos y académicos en el área de Administración de Empresas.[cita requerida] Ha figurado en varias ocasiones en la revista Forbes como una de las personas más adineradas de la región.